# Fine Gael
Fine Gael [ˌfʲɪnʲə ˈgeːɫ] (Abkürzung FG; irisch für Familie der Iren, von fine, „Familie“) ist eine der bedeutendsten Volksparteien der Republik Irland. Sie ist eine bürgerliche Partei mit einem liberalen Wirtschaftsprogramm. Sie wurde am 3. September 1933 durch einen Zusammenschluss von Cumann na nGaedheal, der Centre Party und der Army Comrades Association gegründet. Ihre Wurzeln gehen auf den Kampf für die irische Unabhängigkeit zurück und zwar den Flügel des irischen Bürgerkriegs, der den anglo-irischen Vertrag unterstützte. Fine Gael bezeichnet sich heute als Partei der „progressiven Mitte“, die sie als handelnde definiert „in einer Weise, die das Richtige für Irland ist, unabhängig von Dogma oder Ideologie“. Sie listet ihre Kernwerte auf wie Chancengleichheit, Marktwirtschaft, Sicherheit, Integrität und Hoffnung. Fine Gael unterstützt die EU-Integration und ist gegen militanten Republikanismus. Auf europäischer Ebene ist Fine Gael Mitglied der Europäischen Volkspartei (EVP). Fine Gael hatte 2006 mehr als 34.000 Mitglieder.

## Geschichte
Die Partei wurde 1933 als Stimme der Vertragsbefürworter des Anglo-Irischen Vertrags gegründet, im Gegensatz zur (damaligen) IRA und der Fianna-Fáil-Partei unter Eamon de Valera. Fine Gael – The United Ireland Party ging aus einem Zusammenschluss von Cumann na nGaedheal, der Centre Party und der Army Comrades Association hervor, wobei als Ergebnis quasi eine größere Cumann-na-nGaedheal-Partei entstand. Ziel der Partei war die Beendigung des Anglo-Irischen Handelskriegs, die Verbesserung der Beziehungen zum Vereinigten Königreich sowie die Umsetzung eines vereinten Irlands im Rahmen des Commonwealth. Nach einem kurzen Vorsitz unter Eoin O’Duffy übernahm 1934 William Thomas Cosgrave den Vorsitz. Obwohl die Parteigründer im irischen Freistaat 10 Jahre lange die Regierung gestellt hatten, verblieb Fine Gael, nachdem Fianna Fáil 1932 an die Macht kam, 16 Jahre lang in der Opposition.

### Die Mehrparteienregierungen 1948–1957
1948 fand sich Fine Gael in der Regierung, nachdem Fianna Fáil, obwohl stärkste Partei, keinen Regierungspartner finden konnte. Die Labour Party, Clann na Poblachta und Clann na Talmhan bildeten unter Fine Gael die erste Mehrparteienregierung Irlands. Die Suche nach einem Taoiseach (Ministerpräsidenten) war schwierig. Die erste Wahl, General Richard Mulcahy, fand aufgrund seiner kontroversen Handlungen als Anführer der irischen Armee und durch die Hinrichtungen von Republikanern während des irischen Bürgerkriegs keine Mehrheit bei den anderen Parteien. So wurde John A. Costello zum Taoiseach gewählt. Costello brachte die verschiedensten Ansichten der Regierungsparteien zusammen. Während seiner Amtszeit wurde 1949 der irische Freistaat zur Republik Irland. Seine (erste) Amtszeit endete mit der verlorenen Wahl 1951.
Drei Jahre später kam es erneut zu einer Mehrparteienregierung von Fine Gael, Labour Party und Clann na Talmhan unter Costello. 1956 verhandelte der Außenminister Liam Cosgrave Irlands Beitritt zu den Vereinten Nationen und prägte somit die Außenpolitik der Republik für die nächsten Jahrzehnte. Der Gesundheitsminister Tom O’Higgins führte in dieser Amtszeit eine freiwillige Krankenversicherung ein und begründete das noch heute vorhandene, teilweise auf Versicherungen bestehende Gesundheitssystem von Irland. Nach dem Verlust der Wahl 1957 ging Fine Gael für 16 Jahre in die Opposition.

### Die „Just Society“ und Tom O’Higgins
Während der Zeit in der Opposition wurde Mitte der 1960er Jahre eine neue Programmatik entwickelt. The Just Society entstammte der Feder von Declan Costello, einem Unterhausabgeordneten (Teachta Dála) und Sohn des ehemaligen Taoiseach John A. Costello. Sie spiegelte den wachsenden Anteil an Politikern innerhalb der Partei wider, die von der Katholischen Soziallehre und der Sozialdemokratie beeinflusst waren. Dieses „neue Denken“ ebnete den Weg für liberale Gelehrte wie Garret FitzGerald. Die Parteiführung blieb zwar konservativ, doch der Startschuss für die Partei-„Revolution“ in den 1980er Jahren war gefallen. Bei der Präsidentschaftswahl 1966 kam ihr Kandidat Tom O’Higgins vom neuen sozialdemokratischen Flügel der Partei bis auf 1 % an Eamon de Valera heran.

### Die nationale Koalition 1973–1977
Als James Dillon 1965 als Anführer von Fine Gael zurücktrat, wurde Liam Cosgrave (Sohn des Cumann-na-nGaedheal-Gründers W.T. Cosgrave) sein Nachfolger – ein Versuch, den Vorsitz vor dem aufsteigenden Mitte-links-Flügel der Partei fernzuhalten. Als Folge der Waffen-Krise und dank Cosgraves starker Leistung in der Opposition konnte die Partei bei der Wahl 1973, 16 Jahre nach Verlust der Regierungsmacht, zusammen mit der Labour Party unter Cosgrave eine Regierungskoalition bilden – die sog. „Nationale Koalition“. Die Nationale Koalition hatte mit der Ölkrise und der ausufernden Gewalt in Nordirland zu kämpfen. Verteidigungsminister Patrick Donegan bezeichnete zudem Präsident Cearbhall Ó Dálaigh als „kolossale Schande“ (thundering disgrace). Sein folgender Rücktritt 1976 schädigte den Ruf der Nationalen Koalition beträchtlich.
Cosgrave zeigte, wie schon sein Vater, eine extreme Verbissenheit in der Verteidigung des Staates und verhandelte nicht mit Extremisten, sondern versuchte auf die Aussöhnung mit Nordirland hinzuarbeiten. Die Nationale Koalition versuchte durch das Abkommen von Sunningdale eine gemeinsame Exekutive (den Irischen Rat) aufzubauen – das Abkommen wurde zwar nach einem Generalstreik bereits kurze Zeit später verworfen, war aber der erste Schritt zur Aussöhnung zwischen der Republik und Nordirland.
1977, bei der nächsten Wahl, musste die Koalition eine heftige Niederlage einstecken – Fianna Fáil erreicht die absolute Mehrheit und fast doppelt so viele Sitze wie Fine Gael.

### Garret FitzGerald
Cosgrave trat darauf vom Vorsitz zurück, und Garret FitzGerald, Sohn von Desmond FitzGerald, wurde sein Nachfolger. FitzGerald war Außenminister in der Nationalen Koalition und tat viel dafür, das (stereotype) Ansehen von Irland im restlichen Europa zu verändern. Unter FitzGerald bewegte sich Fine Gael mehr nach links in die liberale Ecke. FitzGerald gründete Young Fine Gael, die Jugendorganisation von Fine Gael.
Anfang der 1980er Jahre galt Fine Gael wieder als „trendy“ und wurde z. B. von U2 unterstützt. Der Zulauf war so groß, dass Fine Gael bei der Wahl im November 1982 nur noch fünf (Unterhaus-)Sitze hinter Fianna Fáil lag und so eine Regierungskoalition mit der Labour Party bilden konnte – diese Koalition bildete bereits von 1981 bis Februar 1982 die Regierung mit FitzGerald als Taoiseach.
1985, nach langen Verhandlungen, glückte FitzGerald der Abschluss des Anglo-Irischen Abkommens. Doch schon bei der Wahl 1987 musste die Partei schwere Verluste hinnehmen. FitzGerald trat daraufhin zurück. Alan Dukes, ehemaliger Finanzminister und Vertreter des sozialdemokratisch beeinflussten Flügels von Fine Gael, wurde sein Nachfolger.

### Abstieg und Regenbogenkoalition
Trotz der „Tallaght-Strategie“ von Alan Dukes konnte die Partei nur begrenzt Fuß fassen und erreichte bei der Wahl 1989 lediglich ein Plus von 4 Sitzen. Dukes hatte mit seiner Tallaght-Strategie Fianna Fáil die letzten zwei Jahre an der Macht gehalten. Tallaght ist ein Vorstadtbezirk von Dublin, in dem Dukes am 2. September 1987 eine Rede vor der Handelskammer gehalten hatte. Die wichtigste Aussage von ihm war: „Wenn die Regierung die richtigen Dinge tut, will ich nicht dagegen ankämpfen und aus parteilichen Gründen blockieren.“
1990 landete der Präsidentschaftskandidat von Fine Gael, Austin Currie, auf einem blamablen 3. und letzten Platz hinter der Gewinnerin Mary Robinson (Labour Party) sowie Brian Lenihan (Fianna Fáil). Dies führte schließlich dazu, dass Dukes von John Bruton als Vorsitzendem abgelöst wurde.
Nachdem Fianna Fáil 1992 mit der Labour Party eine Koalition eingegangen war, befürchteten alle eine politische Dominanz von Fianna Fáil, die sich von ihrem Grundsatz, keine Koalition einzugehen, 1989 verabschiedet hatten, und nun nach den Progressive Democrats scheinbar beliebig die Koalitionspartner wechselten. Doch 1994 scheiterte diese Koalition und mit Bruton als Taoiseach kam am 15. Dezember die sog. Regenbogenkoalition aus Fine Gael, Labour Party und Democratic Left an die Macht. Dies geschah, ohne dass eine Neuwahl durchgeführt wurde und war aufgrund von zwei gewonnenen Nachwahlen von Fine Gael möglich geworden. Die erste Initiative dieser Koalition war die Einführung der Ehescheidung durch eine (knapp gewonnene) Verfassungsänderung. Neben einem nicht vorhersehbaren wirtschaftlichen Aufschwung erlebte die Republik den ersten Haushaltsüberschuss seit mehr als 20 Jahren. Dem entgegen stand das Ende der Waffenruhe der Provisional IRA im Jahr 1996.
Die drei Parteien traten bei der folgenden Wahl 1997 zwar geschlossen an, doch den Gewinnen (9 Sitze) von Fine Gael standen weitaus größere Verluste (16 Sitze) bei der Labour Party gegenüber und so kam Fianna Fáil im Rahmen einer Koalition wieder an die Macht.

### Absturz und Neuanfang
Neuer Taoiseach wurde Bertie Ahern, der den Spitznamen „Teflon Taoiseach“ trug, in Anspielung darauf, dass von politischen Affairen nichts an ihm hängenblieb. Fine Gaels Bruton machte 2001 seinem Nachfolger Michael Noonan Platz. Noonan galt mit seinem Vize Jim Mitchell als „Dreamteam“, allerdings verlor Fine Gael bei der Wahl 2002 23 Sitze. Noonan trat noch am Wahlabend zurück und wurde von Enda Kenny ersetzt. Aufgrund des Wahlergebnisses gab es viele Stimmen, die die Zukunft der Partei in Frage stellten.
Doch Fine Gael konnte sich bei den Gemeindewahlen sowie der Europawahl 2004 behaupten. Bei der Europawahl gewann die Partei 5 von 13 irischen Sitzen (Fianna Fáil schaffte lediglich 4) und auf Gemeindeebene holte man nahezu die gleiche Anzahl an Sitze wie Fianna Fáil. Unter Kennys Vorsitz schloss Fine Gael einen Vor-Wahl-Pakt mit der Labour Party ab, um der Wählerschaft bei der kommenden Wahl einen alternativen Regierungsvorschlag bieten zu können. Zwar gewann die Partei bei den Wahlen 20 Sitze auf 51 Sitze hinzu, trotzdem reichte es nicht zur Regierungsübernahme.
Die durch die Wirtschaftskrise diskreditierte Regierung Cowen verlor bei den vorgezogenen Wahlen am 25. Februar 2011 massiv an Zustimmung, so dass die deutlich gestärkte Fine Gael mit nun 76 Sitzen die mit Abstand stärkste Partei im Dáil Éireann wurde und mit Enda Kenny den Ministerpräsidenten (Taoiseach) stellte. Bei der Wahl vom 26. Februar 2016 blieb sie trotz starker Stimmenverluste mit 50 von 158 Abgeordneten stärkste Partei und stellte unter Einbeziehung einiger unabhängiger Abgeordneter eine von der Fianna Fáil tolerierte Minderheitsregierung. Am 17. Mai 2017 trat Kenny mit Wirkung ab 18. Mai von seinem Amt als Parteivorsitzender von Fine Gael zurück und erklärte gleichzeitig, dass er das Amt des Taoiseach nur noch bis zur Benennung eines Nachfolgers am 2. Juni ausüben werde. Zu seinem Nachfolger wurde vom irischen Parlament am 14. Juni 2017 Leo Varadkar gewählt.
Am 14. Januar 2020 wurde das Parlament aufgelöst und Varadkar kündigte vorgezogene Neuwahlen an. Bei den Wahlen von 2020 verlor die Fine Gael 4,6 % der Stimmen. Varadkar bot seinen Rücktritt an. Dennoch gelang es, gegen den Wahlsieger Sinn Féin eine Koalition mit der Fianna Fáil zu schmieden, wobei vereinbart wurde, dass es zur Mitte der Legislaturperiode (Dezember 2022) einen Wechsel des Taoiseach von der Fianna Fáil zur Fine Gael geben sollte. Varadkar wurde damit am 17. Dezember 2022 wieder Regierungschef. Wegen verlorener Referenden erklärte Varadkar im Frühjahr 2024 seinen Rücktritt auch von den Parteiämtern. Am 24. März 2024 wurde Simon Harris zum Parteichef ernannt. Am 5. April wurde Heather Humphreys stellvertretende Parteivorsitzende und löste Simon Coveney ab.

## Vorsitzende von Fine Gael
- General Eoin O’Duffy (1933–1934) (O’Duffy hatte während seiner Amtszeit keinen Sitz im Parlament)
  - William Thomas Cosgrave, TD (Parlamentarischer Anführer 1933–1934)
- William Thomas Cosgrave, TD (1934–1944)
- General Richard Mulcahy, TD (1944–1959)
  - John A. Costello, TD (Parlamentarischer Anführer 1948–1959)
- James Dillon, TD (1959–1965)
- Liam Cosgrave, TD (1965–1977)
- Garret FitzGerald, TD (1977–1987)
- Alan Dukes, TD (1987–1990)
- John Bruton, TD (1990–2001)
- Michael Noonan, TD (2001–2002)
- Enda Kenny, TD (2002–2017)
- Leo Varadkar, TD (2017–2024)
- Simon Harris, TD (seit 2024)

Wenn nicht anderweitig angegeben, fungierte der Vorsitzende auch als parlamentarischer Anführer

## Young Fine Gael
Young Fine Gael (YFG) ist der Jugendflügel der Partei Fine Gael, der 1977 von Garret FitzGerald gegründet wurde und eine aktive Rolle innerhalb der Partei spielt. Die Organisation hat über 100 Ortsgruppen im ganzen Land.

## Wahlergebnisse
| Jahr      | Wahl                   | Stimmenanteil | Sitze  |
| --------- | ---------------------- | ------------- | ------ |
| 1973      | Dáil Éireann 1973      | 35,1 %        | 54/144 |
| 1977      | Dáil Éireann 1977      | 30,5 %        | 43/148 |
| 1981      | Dáil Éireann 1981      | 36,5 %        | 65/166 |
| Feb. 1982 | Dáil Éireann Feb. 1982 | 37,3 %        | 63/166 |
| Nov. 1982 | Dáil Éireann Nov. 1982 | 39,2 %        | 70/166 |
| 1987      | Dáil Éireann 1987      | 27,1 %        | 51/166 |
| 1989      | Dáil Éireann 1989      | 29,3 %        | 55/166 |
| 1992      | Dáil Éireann 1992      | 24,5 %        | 45/166 |
| 1997      | Dáil Éireann 1997      | 27,9 %        | 54/166 |
| 2002      | Dáil Éireann 2002      | 22,5 %        | 31/166 |
| 2007      | Dáil Éireann 2007      | 27,3 %        | 51/166 |
| 2011      | Dáil Éireann 2011      | 36,1 %        | 76/166 |
| 2016      | Dáil Éireann 2016      | 25,5 %        | 50/158 |
| 2020      | Dáil Éireann 2020      | 20,9 %        | 35/160 |
| 2024      | Dáil Éireann 2024      | 20,8 %        | 38/174 |